# リサ・ボネット
リサ・ボネット（Lisa Bonet、本名：Lisa Michelle Boney、1967年11月16日 - ）は、アメリカ合衆国の女優。
カリフォルニア州サンフランシスコ出身。父親はアフリカ系アメリカ人、母親はユダヤ系アメリカ人。
1987年に同じユダヤ系のレニー・クラヴィッツと結婚して、1988年女児（ゾーイ・クラヴィッツ）誕生するが1993年に離婚している。俳優ジェイソン・モモアと再婚。2007年7月、女児（ローラ・イオラニ）、2009年1月男児（ナコア・ウルフ・マナカオアポ・ナマケイアハ・モモア）誕生。2022年に離婚している。

## 主な出演作品
- エンゼル・ハート Angel Heart （1987）
- コスビー・ショー The Cosby Show （1990 - 1991）
- エネミー・オブ・アメリカ Enemy of the State （1998）
- ハイ・フィデリティ High Fidelity （2000）
- ライフ・オン・マーズ（原題）テレビドラマ